# Adnan Agar
Adnan Agar, född 13 december 1981 i Irak, är en svensk/iransk friidrottare (medeldistanslöpning). Han tävlar i Sverige för klubben Hässelby SK. 
Under säsongen 2009 vann Agar 1 500 metersloppet vid inomhus-SM. Utomhus detta år deltog hann i Hässelby SK:s stafettlag på 4 x 400 meter (man kom på femte plats) och 4 x 800 meter (hamnade på förstaplats). Vid årets lag-SM utomhus vann Agar åter 1 500 meter. I slutet av året visade det sig att han under året hade tävlat för Irak i två internationella mästerskap. Som en följd ströks samtliga hans resultat i årets SM-tävlingar.

## Personliga rekord
| Utomhus - 800 meter – 1:48,00 (Karlskrona 6 juli 2009) - 1 500 meter – 3:48,18 (Stockholm 1 juli 2009) | Inomhus - 1 500 meter – 3:44,38 (Stockholm 18 februari 2009) |